# Pyropteron (Synansphecia) affine
Pyropteron (Synansphecia) affine is een vlinder uit de familie wespvlinders (Sesiidae), onderfamilie Sesiinae.
Pyropteron (Synansphecia) affine is voor het eerst wetenschappelijk beschreven door Staudinger in 1856. De soort komt voor in het Palearctisch gebied.